# Т-37А
Т-37А — советский малый плавающий танк (в документах иногда также именуется танкеткой). В литературе танк часто обозначается как Т-37, однако формально это название носил другой танк, не вышедший за стадию прототипа. Т-37А — первый серийный плавающий танк в мире.
По советской классификации 1933 года «О системе танкового вооружения РККА» являлся основным танком типа разведывательный танк.
Создан в 1932 году на основе британского плавающего танка фирмы «Виккерс» и опытных плавающих танков советской разработки. Серийно производился с 1933 по 1936 год, после чего был заменён в производстве более совершенным Т-38, разработанным на основе Т-37А. В общей сложности за четыре года выпуска было изготовлено 2555 танков Т-37А, включая прототип и 75 ХТ-37
В Рабоче-крестьянской Красной армии они предназначались для выполнения задач связи, разведки и боевого охранения частей на марше, а также непосредственной поддержки пехоты на поле боя. Т-37А массово использовались во время Польского похода РККА 1939 года и Советско-финской войны 1939—1940 годов. Т-37А также принимали участие в боях начального периода Великой Отечественной войны, однако большинство из них достаточно быстро было потеряно. Единичные уцелевшие танки этого типа воевали на фронте вплоть до 1944 года включительно, а в тыловых учебных частях и подразделениях они применялись вплоть до окончания войны.

## История создания
В апреле 1931 года британский производитель вооружений «Виккерс» в присутствии представителей прессы провёл успешные испытания малого плавающего танка. Эта машина была доведённым до работоспособного состояния прототипом, разработанным в фирме «Карден-Лойд» (Carden-Loyd Tractors Ltd.), которая была незадолго до этого куплена «Виккерсом». Опубликованные прессой подробности испытаний танка и его общие характеристики привлекли к себе внимание Управления моторизации и механизации РККА (УММ РККА), поскольку малый плавающий танк неплохо вписывался в систему автобронетракторного вооружения Красной армии и в перспективе мог заменить танкетку Т-27, боеспособность которой с самого начала оказалась довольно невысокой. В ОКМО ленинградского завода «Большевик» от фирмы «Аркос», представлявшей торговые интересы СССР в Великобритании, были доставлены газеты с информацией о британской машине, её фотографии и техническое описание, сделанное сотрудником «Аркос» Я. Сквирским. На основании этих данных советские инженеры выяснили, что ходовые части новой амфибии и закупленного в 1930 году лёгкого трактора «Карден-Лойд» идентичны, а потому и их компоновка должна быть похожей. Исходя из этого, была открыта тема «Селезень» по постройке собственного плавающего танка с компоновкой, аналогичной британским прототипам. Опытный образец по теме «Селезень», получивший армейский индекс Т-33, был построен в марте 1932 года и показал хорошую плавучесть на испытаниях. Но другие пункты тестовой программы Т-33 не выполнил и оказался сложным и нетехнологичным для имевшейся производственной базы. В результате на вооружение и в серийное производство он не принимался.
Но ещё до постройки Т-33 было принято решение увеличить объём работ по созданию плавающих танков и, помимо ленинградского ОКМО, к этой теме был привлечён 2-й автозавод Всесоюзного автотракторного объединения (ВАТО), уже выпускавший в то время бронетехнику для РККА — танкетки Т-27. В результате на 2-м автозаводе ВАТО под руководством Н. Н. Козырева построили плавающий танк Т-41 массой 3,5 тонны с использованием двигателя ГАЗ-АА (до освоения его производства на Горьковском автозаводе опытные машины оснащались его импортным прототипом Ford-AA), который был основой силовой установки Т-27. Трансмиссия практически полностью заимствовалась от этой танкетки, а для отбора мощности на гребной винт к ней добавлялась жёсткая зубчатая муфта. Её конструкция для отключения винта требовала остановки танка и заглушения двигателя. Ходовая часть в определённой степени заимствовалась от Т-33, а гусеничные ленты — полностью от Т-27. Ленинградские конструкторы также продолжили разработку малого плавающего танка и представили свой вариант под индексом Т-37 с тем же двигателем ГАЗ-АА, трансмиссией с широким использованием автомобильных комплектующих и ходовой частью типа «Крупп», с которой советские инженеры познакомились по ходу военно-технического сотрудничества с веймарской Германией. Хотя на малую серию Т-41 был даже выдан заказ, по результатам длительных войсковых испытаний и он, и Т-37 оказались отвергнутыми армейскими представителями из-за большого количества разнообразных недостатков и недоработок.
Тем временем появилась возможность детально изучить и британский прототип. Военное ведомство Его Величества отказалось от амфибии «Виккерса», поэтому фирма решила предложить эту машину на внешний рынок. Заинтересовавшийся ещё на апрельской демонстрации 1931 года СССР 5 февраля 1932 года сделал предложение через представителя фирмы «Аркос» Я. Сквирского на покупку 8 амфибий. Переговоры по сделке не затянулись, и уже в июне 1932 года фирма поставила два первых танка советской стороне.
Параллельно с этим продолжались работы над отечественным малым плавающим танком. В результате обобщения опыта, полученного при постройке Т-41 и Т-37, было решено принять на вооружение своеобразный «гибрид» этих двух машин: компоновочную схему заимствовать от первого, а ходовую часть — от второго. Постановлением Совета труда и обороны (СТО) СССР от 11 августа 1932 года такой танк под индексом Т-37А принимался на вооружение РККА, причём на момент утверждения документа не было даже его опытного образца. Главным конструктором не существующей пока ещё машины был назначен Н. Н. Козырев, а серийное производство планировалось развернуть на 2-м автозаводе ВАТО в Черкизове.
Распространённой является точка зрения, что Т-37А был копией британской амфибии фирмы «Виккерс», с учётом покупки этой машины СССР. Однако изложенный выше ход событий опровергает это утверждение в буквальном смысле этого слова, но бесспорным является тот факт, что британская машина однозначно послужила прототипом для Т-37А, оказав на конструкцию последнего сильнейшее влияние своей компоновочной схемой и техническими решениями ходовой части. Известный советский конструктор Николай Александрович Астров, немало потрудившийся над совершенствованием Т-37А и впоследствии возглавивший конструкторское бюро завода № 37, в своих мемуарах так отозвался об этой машине:

…Впрочем, мир праху Т-37А, «урождённому» «Виккерс-Карден-Ллойд».

## Серийное производство
Ещё до конца 1932 года высшее руководство РККА планировало получить первые 30 серийных Т-37А. Для более быстрого освоения на завод № 37 (так стал называться 2-й автозавод ВАТО) передали все наработки ОКМО по Т-37 и один купленный в Великобритании плавающий танк «Виккерс-Карден-Лойд». На 1933 год заводу № 37 был определён план в 1200 Т-37А. Однако последующие события показали чрезмерную оптимистичность руководства треста специального машиностроения, к которому относился завод № 37. Сам трест создавался как управляющий орган для координации крупномасштабных усилий по освоению новых образцов бронетанковой техники на ряде заводов страны и впоследствии сыграл значительную роль в успешном выполнении этой задачи, но по состоянию на начало 1933 года он не мог чисто организационными мерами преодолеть «допотопный» по оценке известного историка М. Н. Свирина уровень технической оснащённости завода № 37.
По своему техническому устройству Т-37А был гораздо сложнее танкетки Т-27, что сразу же создало большие трудности как заводу № 37, так и его смежнику — Подольскому крекинго-электровозостроительному заводу (КЭС), который должен был заниматься изготовлением бронекорпусов для Т-37А. Кроме того, в 1933 году танкетка Т-27 оставалась в серийном производстве, что в условиях ограниченности сил и ресурсов обоих предприятий только ухудшало ситуацию с освоением выпуска нового танка. Технология производства штампованных цементированных броневых листов на заводе в Подольске была совершенно неотработанной, в результате чего требуемый результат приходилось достигать подгонкой по месту кустарными методами. В итоге за первое полугодие 1933 года завод № 37 построил 30 плавающих танков (из которых 12 были Т-41) вместо 225 по утверждённому плану. Тогдашний заместитель народного комиссара обороны М. Н. Тухачевский в своём докладе о «О ходе выполнения танковой программы за первое полугодие 1933 года» отметил:

…Причины невыполнения программы… по танку Т-37:
- неподача Подольским Крекинг заводом корпусов;
- неподготовленность техпроцесса;
- подача недоброкачественного стального литья…

…Подольский Крекинг завод. Программа по корпусам Т-27 выполнена полностью. По Т-37 подано в течение первого полугодия вместо 250 запланированных только один кондиционный корпус. Основной причиной такого положения является переход на штамповку и цементацию без достаточно серьёзных предварительных опытов и подготовительных работ. В настоящее время можно сказать, что завод штамповкой овладевает. Дальнейшее выполнение программы зависит от подачи кондиционного бронелиста с Кулебакского завода, который до мая — июня бронелиста не подавал из-за отсутствия ферросплавов. В настоящее время на заводе имеются кондиционные ферросплавы и завод начал подавать броневой лист…

Вторая половина 1933 года не изменила сложившуюся ситуацию: руководство армии и Спецмаштреста требовало от завода № 37 выпуска большого количества Т-37А, ожидая получить не более 800 танков, но в реальности заказчику было сдано к 1 января 1934 года всего 126 Т-37А, из них две машины были оснащены радиостанцией. Часть из этих танков приняла участие в военном параде 7 ноября 1933 года на Красной площади в Москве. По своей конструкции они несколько отличались от более поздних серийных Т-37А — у них отсутствовали волноотражательный щиток и поплавки (вместо них устанавливались плоские надгусеничные полки).
В 1934 году руководство Спецмаштреста уделило внимание улучшению условий выпуска плавающих танков: за границей были закуплены станки и оборудование для двух строящихся новых цехов на заводе № 37, а также была увеличена численность рабочего и инженерно-технического персонала предприятия. Но эти мероприятия не сумели переломить ситуацию: число построенных танков было существенно меньше планового показателя. Управление моторизации и механизации РККА отмечало неудовлетворительное техническое и общее руководство заводом № 37, отсутствие плановости процесса производства и «штурмовщину». Как результат в середине 1934 года последовала смена руководства завода, и только к концу года наметилась некоторая положительная динамика производственного процесса. Также по ходу 1934 года в конструкцию Т-37А внесли очередные изменения: толщину бортов и лба увеличили до 10 мм, гнутую кормовую деталь бронекорпуса заменили на штампованную, а для надгусеничных поплавков упразднили их набивку пробкой, они стали пустыми внутри.
Производство бронекорпусов оставалось по-прежнему сдерживающим фактором и в следующем 1935 году. КЭС постоянно не выполнял планы по их выпуску. Для решения проблемы ещё годом ранее было решено подключить к производству бронекорпусов для Т-37А Ижорский завод в Ленинграде. Но это предприятие, хотя и имело значительные мощности, было загружено прочими заказами на броневой прокат для нужд Военно-морского флота СССР, а также продукцией бронекорпусов для ленинградских заводов, выпускавших бронеавтомобили и танки Т-26 и Т-28. В результате бо́льшая часть бронекорпусов Т-37А поступала на завод № 37 из Подольска. Бронекорпуса этих производителей различались технологией своего изготовления: ижорские были сварными, а подольские клёпаными. Для окончательного решения проблемы с производством бронекорпусов для плавающих танков в 1935 году были начаты реорганизация и наращивание мощностей завода им. Орджоникидзе в Подольске и к началу 1936 года программа выпуска малых плавающих танков стала полностью обеспеченной производством бронекорпусов.
Однако на этот момент Т-37А более уже не считался перспективным. Доклады сначала военной приёмки, а затем и эксплуатирующих эту машину армейских частей показали большое количество технических недостатков, которые было решено устранить путём глубокой модернизации танка. Так в 1936 году на свет появился Т-38, на котором, на первый взгляд, были устранены наиболее серьёзные недостатки предшественника (опыт последующей эксплуатации новой машины выявил целый ряд её собственных слабых мест). Тогда же Т-38 полностью сменил Т-37А на сборочных линиях завода № 37.
| Модель         | Производитель                | Получатель | 1932 | 1933 | 1934 | 1935 | 1936 | Всего |
| -------------- | ---------------------------- | ---------- | ---- | ---- | ---- | ---- | ---- | ----- |
| Т-37 прототип  |                              |            | 1    |      |      |      |      | 1     |
| Т-37           | З-д № 2 ВАТО (№ 37) (Москва) | РККА       |      | 39   |      |      |      | 39    |
| Т-37А прототип | З-д № 2 ВАТО (№ 37) (Москва) | РККА       |      | 1    |      |      |      | 1     |
| Т-37А          | З-д № 2 ВАТО (№ 37) (Москва) | РККА       |      | 86   | 951  | 1068 | 324  | 2429  |
| Т-37А          | З-д № 2 ВАТО (№ 37) (Москва) | Турция     |      |      | 1    |      |      | 1     |
| Т-37А          | ГАЗ (Горький)                | РККА       |      |      |      | 36   | 46   | 82    |
| ХТ-37 (БХМ-4)  | З-д № 37 (Москва)            | РККА       |      |      |      | 34   | 41   | 75    |
| Всего          | Всего                        |            | 1    | 126  | 952  | 1138 | 411  | 2628  |

| Модель         | 1933 | 1934 | 1935 | 1936 | Всего |
| -------------- | ---- | ---- | ---- | ---- | ----- |
| Т-37А линейный | 123  | 946  | 677  | 161  | 1907  |
| Т-37А радийный | 2    | 5    | 429  | 209  | 645   |
| ХТ-37          |      |      | 34   | 41   | 75    |
| Всего          | 125  | 951  | 1140 | 411  | 2627  |

## Эксперименты с Т-37А

### Т-37Б
Проявившийся на войсковых учениях в начале 1930-х годов недостаточный ресурс гусеничного движителя (поломки траков и пальцев гусеничных лент при длительном движении по бездорожью), а также деструктивное его воздействие на дорожное полотно вызвало в руководстве УММ РККА большой интерес к колёсно-гусеничным танкам. Эти машины на марше по обустроенным дорогам общего пользования должны были перемещаться на колёсах, а в условиях бездорожья и в бою — на гусеницах. Таким образом, сберегались как ресурс гусеничного движителя, так и дорожное полотно. В перспективе планировалось все танки РККА перевести на колёсно-гусеничный ход. Применительно к малым разведывательным танкам одной из реализаций этой идеи был опытный образец Т-37Б, спроектированный конструктором П. Шитиковым. Однако от исходной модели заимствовался только ряд узлов и агрегатов, а в целом опытный образец представлял собой новую машину с уменьшенным по габаритам бронекорпусом и иной компоновкой (в частности, механик-водитель и командир располагались «в затылок» друг за другом). Масса Т-37Б составляла около 2,7 т, что позволяло перебрасывать его на значительные расстояния в кузове трёхтонного грузовика. В 1935 году был построен прототип (к этому моменту для малых танков колёсно-гусеничный движитель уже не рассматривался как обязательный элемент), испытания которого выявили большое число трудноустранимых недостатков. На вооружение РККА и в серийное производство Т-37Б не принимался, та же участь постигла и следующий проект П. Шитикова — Т-37В. В последнем случае не изготавливался даже опытный образец.

### Работы по авиадесантированию
Вместе с танкеткой Т-27 и более поздней моделью плавающего танка Т-38, Т-37А в 1938—1939 гг. активно использовался в опытах по его авиадесантированию посадочным способом. Небольшие габариты и масса танка допускали его перевозку под фюзеляжем тяжёлого бомбардировщика ТБ-3 между тележками шасси. В таком виде танк был не один раз запечатлён на фотографиях конца 1930-х годов, в том числе и на войсковых учениях.
При десантировании Т-37А посадочным способом возник ряд специфических проблем — масса танка превышала максимальную бомбовую нагрузку ТБ-3, что давало высокий риск поломки шасси. Поэтому в 1939 году на Медвежьих озёрах под Москвой проводились опыты по сбросу этих танков с самолёта на водную поверхность. Сброшенный без экипажа танк Т-37А приводнился удачно, но затонул из-за незагерметизированных смотровых щелей. При попытке сброса Т-38 с экипажем приводнение прошло неудачно, танкисты получили травмы, хотя танк остался на плаву. В целом эти опыты выявили малую пригодность танка к десантированию на водную поверхность, и разработка технологии авиадесантирования танков Т-37А и Т-38 этим способом была прекращена. В дальнейшем перспективным считалось использование для целей авиадесантирования на воду нового плавающего танка Т-40 (предполагалось использование тяжёлого бомбардировщика Пе-8), но работы в этом направлении так и не вышли из стадии проекта.
В перспективе, аэротранспортабельность малых танков открывала возможности по качественному усилению воздушно-десантных частей РККА, Единственное на данный момент подтверждённое авиадесантирование Т-37А произошло во время Мценской десантной операции, документально подтверждена переброска по воздуху 4-х танков, но в некоторых других источниках утверждается о переброски 10-ти танках Т-37А . Также такое использование лёгкого танка было одним из первых в мировой практике, но по ходу Второй мировой войны операции по переброске танков по воздуху выполнялись несколько иным способом — машины (в частности, британский лёгкий авиадесантный танк Mk VII «Тетрарх») перевозились внутри специально построенных большегрузных планёров.

## Описание конструкции
Т-37А имел компоновку, заимствованную от британского прототипа и ставшую впоследствии стандартной для советских плавающих танков 1930-х годов. Отделение управления находилось в средней части танка и было объединено с боевым и моторным, трансмиссионное же отделение располагалось в носовой части. В кормовом отделении размещались системы охлаждения, топливный бак и привод гребного винта. Экипаж танка состоял из двух человек: механика-водителя, находившегося в левой части отделения управления, и командира, находившегося в смещённой к правому борту башне и выполнявшего также функции стрелка (в случае оснащения Т-37А радиостанцией — ещё и радиста).

### Броневой корпус и башня
Бронирование Т-37А — равнопрочное, лёгкое противопульное. Броневой корпус танка имел простую коробчатую форму и собирался при помощи заклёпок и сварки на каркасе из подкладных уголков. Для изготовления бронекорпуса использовались катаные листы броневой стали толщиной 4 (крыша и днище), 6 и 8 мм (прочие детали, с марта 1934 года 8-мм броневой лист был заменён на 10-мм). Лоб и корма корпуса, а также лобовая часть рубки механика-водителя имели незначительные углы наклона, борта корпуса — вертикальные. При этом для повышения обтекаемости корпуса его нижние носовые и кормовые листы были наклонены и плавно соединялись с днищем. В лобовой и кормовой частях корпуса крепились буксирные крюки.
Башня Т-37А собиралась по аналогичной корпусу системе из бронелистов толщиной 4 и 8 мм. Башня имела цилиндрическую форму с нишей в лобовой части и была расположена на правой половине отделения управления. Вертикальные стенки башни собирались из 8-мм броневых листов, горизонтальные же поверхности — из листов 4-мм толщины. Башня устанавливалась на шариковой опоре крыши подбашенной коробки. Поворот башни осуществлялся вручную с помощью приваренных внутри рукояток.
Т-37А производился с двумя типами башен и корпусов, имевших незначительные различия в форме — производства Ижорского и Подольского крекинго-электровозостроительного заводов.
Для посадки и высадки командир танка и механик-водитель имели собственные люки, в крыше башни и рубки соответственно, механик-водитель имел также смотровой люк в лобовой части рубки. Несколько люков в крыше отделения управления и в лобовых и кормовых наклонных листах служили для доступа к агрегатам двигателя и трансмиссии.

### Вооружение
Всё вооружение Т-37А состояло из 7,62-мм танкового пулемёта ДТ образца 1929 года, устанавливавшегося в шаровой установке в лобовом листе башни. Шаровое яблоко обеспечивало наведение пулемёта без поворота башни в пределах 30° по горизонтали и от −20 до +30° по вертикали. Для наведения пулемёта использовался диоптрический прицел. Боекомплект пулемёта состоял из 2142 патронов в 34 трёхрядных дисковых магазинах по 63 патрона каждый, размещавшихся в укладках на левом борту корпуса и стенках башни. Установка пулемёта допускала при необходимости его быстрое снятие для использования вне танка, для чего пулемёт комплектовался складными сошками.

### Двигатель
Т-37А оснащался четырёхтактным рядным четырёхцилиндровым карбюраторным двигателем жидкостного охлаждения ГАЗ-АА мощностью 40 л. с. при 2200 об/мин. Рабочий объём двигателя составлял 3280 см³, топливом для него служил бензин второго сорта. Силовой агрегат, выполненный в едином блоке с коробкой передач, размещался в отделении управления между местами командира и механика-водителя, со смещением к корме. Система зажигания — от батареи. Пуск двигателя производился электрическим стартером МАФ-4001 или заводной рукояткой. На двигатель устанавливался карбюратор «ГАЗ-Зенит». Радиатор системы охлаждения и топливный бак располагались в кормовом отделении танка. Запас горючего обеспечивал машине дальность хода по шоссе до 230 км. На Т-37А ранних серий могли устанавливаться иные по сравнению с машинами 1934—1936 гг. карбюратор и стартер. Указанные выше марки этих агрегатов применялись также на Т-38, который использовал ту же силовую установку, что и Т-37А поздних серий с незначительными изменениями.

### Трансмиссия
Танк Т-37А оснащался механической трансмиссией, в состав которой входили:
- однодисковый главный фрикцион сухого трения;
- четырёхступенчатая коробка передач (4 передачи вперёд и 1 назад), заимствованная от грузовика ГАЗ-АА;
- карданный вал;
- коническая главная передача;
- дифференциальный механизм поворота от грузовика ГАЗ-АА;
- колодочные тормоза механизмов поворота, находившиеся вне бронекорпуса танка.

Все приводы управления трансмиссией — механические, механик-водитель управлял поворотом и торможением танка двумя рычагами под обе руки по обеим сторонам своего рабочего места. Коробка передач управлялась отдельным рычагом и педалью сцепления.
Некоторые танки («средних» серий по времени выпуска) Т-37А имели дублирование управления, то есть любой член экипажа мог управлять танком со своего места, используя находящиеся в его распоряжении механизмы управления. Такое решение очень положительно сказывалось на живучести машины в целом — в случае ранения или гибели механика-водителя командир танка был в состоянии оперативно вывести машину из боя.
За исключением автомобильного дифференциала и тормозов механизмов поворота, заменённых на бортовые фрикционы с ленточными тормозами, остальные агрегаты трансмиссии Т-37А перешли на следующую серийную модель малого танка Т-38.

### Ходовая часть
Ходовая часть Т-37А применительно к одному борту состояла из четырёх одиночных обрезиненных опорных катков, трёх обрезиненных поддерживающих катков, обрезиненного ленивца и одиночного ведущего колеса (звёздочки). Подвеска опорных катков — сблокированная попарно по схеме «ножницы»: каждый опорный каток устанавливался на одном конце треугольного балансира, другой конец которого крепился на шарнире к корпусу танка, а третий — соединялся попарно пружиной со вторым балансиром тележки (ныне известна как подвеска Хорстмана). Гусеница Т-37А — двухгребневая, цевочного зацепления, с открытым шарниром. Каждая из гусениц танка состояла из 86 литых стальных траков шириной 200 мм и шагом 87 мм. Траки изготовлялись методом литья из ковкого чугуна и имели развитые грунтозацепы.
Подобную конструкцию ходовой части имел и Т-38, причём некоторые её составляющие были позаимствованы целиком у Т-37А (гусеничные ленты и опорные катки), а другие были очень похожи по типу на аналогичные узлы предшественника (устройство тележки).

### Водоходный движитель и оборудование для движения на плаву
Водоходный движитель включал в себя открыто установленный двухлопастный реверсивный гребной винт левого вращения. Отбор мощности от силовой установки танка осуществлялся с помощью храповой муфты, соединённой с винтом посредством вала. Гребной винт имел поворачивающиеся лопасти, что обеспечивало танку возможность движения задним ходом на плаву. Поворот машины на воде осуществлялся с помощью пера руля. Для обеспечения безопасности движения на воде танк имел волноотражательный щиток (на машинах первых серий не устанавливался) и откачивающий насос. Для повышения плавучести танк оснащался двумя поплавками, которые также выполняли функцию надгусеничных полок (на машинах первых серий не устанавливались). Эти поплавки представляли собой клёпаные или сварные металлические ёмкости, заполненные пробкой (с 1934 года наполнение пробкой было упразднено, поплавки стали пустотелыми). Мореходность танка расценивалась как удовлетворительная, хотя были случаи, когда Т-37А тонули из-за недостаточной герметизации бронекорпуса.
Известно также более позднее распоряжение Главного бронетанкового управления РККА об использовании поплавков со списанных или ремонтных Т-37А для улучшения плавучести следующей модели лёгкого танка, Т-38, мореходность которой была значительно хуже, чем у Т-37А. Причинами этого были несколько возросшая масса, меньшая высота борта и отсутствие в изначальном виде поплавков.

### Противопожарное оборудование
Об оснащении танка Т-37А противопожарным оборудованием в источниках информации приводятся противоречивые сведения. Согласно книге М. Н. Свирина «Броневой щит Сталина. История советского танка», до появления модификации Т-38М советские малые танки не имели средств пожаротушения. Однако Н. А. Астров в своих мемуарах упоминает оснащение Т-37А противопожарной системой на основе тетрахлорного огнетушителя. Но поскольку он в то время занимался совершенствованием машины, то его свидетельство относится к опытному заводскому танку, а вопрос об оборудовании огнетушителями серийных Т-37А в войсках остаётся открытым. В любом случае тушение пожара в танке требовалось выполнять в противогазах — при попадании тетрахлорида углерода на горячие поверхности происходила химическая реакция частичного окисления с образованием фосгена — сильнодействующего ядовитого вещества удушающего действия. Этот факт дополнительно подтверждён Н. А. Астровым в своих воспоминаниях.

### Прицелы и приборы наблюдения
Для ведения стрельбы пулемёт ДТ оснащался диоптрическим прицелом.
Средства наблюдения на Т-37А были примитивны и представляли собой простые смотровые щели, закрытые с внутренней стороны сменными защитными стёклами. Четыре таких смотровых щели, в бортах, корме и лобовом листе башни имел командир танка, механик-водитель располагал двумя — в крышке своего смотрового люка и в левом борту рубки. На марше и в спокойной обстановке смотровой люк механика-водителя откидывался для обеспечения прямого обзора окружающей местности. Ввиду расположения механика-водителя по левому борту танка значительная часть углового сектора по правому борту машины была для него ненаблюдаемой.

### Электрооборудование
Электропроводка в танке Т-37А была однопроводной, вторым проводом служил бронекорпус машины. Источниками электроэнергии (рабочее напряжение 6 В) были генератор ГВФ-4106 с реле-регулятором ЦБ-4105 мощностью 60—80 Вт и аккумуляторная батарея марки 3СТ-85 общей ёмкостью 85 А·ч (на радиофицированных танках — две батареи, см. раздел «Средства связи»). Потребители электроэнергии включали в себя:
- наружное и внутреннее освещение машины;
- контрольно-измерительные приборы (амперметр и вольтметр);
- наружный звуковой сигнал;
- радиостанция на оснащённых ей танках;
- электрика моторной группы — стартер МАФ-4001, катушка зажигания, распределитель, свечи и т. д.

Марки узлов приведены для поздних серийных Т-37А, имевших одинаковую силовую установку с танком Т-38.

### Средства связи
На линейных танках средством двусторонней внутренней связи от командира к механику-водителю служило устройство «танкофон» (подвид переговорной трубы). Средств внешней связи, за исключением флажков, не предусматривалось.
На части танков (так называемых «радийных» или «радиотанках») устанавливалась коротковолновая радиостанция 71-ТК-1. На танки, оснащавшиеся радиостанциями, на надгусеничные полки монтировалась поручневая антенна в виде изогнутой металлической трубы, закреплённой на кронштейнах из изоляционного материала. Приёмник и передатчик устанавливались на месте дублирующего поста управления; сухие батареи питания приёмника, умформер передатчика и ящик для принадлежностей — в задней части корпуса. Передатчик питался от источника постоянного тока напряжением 12 В, поэтому в радиофицированных танках устанавливался второй 6-вольтовый аккумулятор. В режиме приёма аккумуляторы включались параллельно (и оба заряжались от генератора), в режиме передачи — последовательно. Радиостанция обеспечивала дальность связи телефоном 10 км на ходу и 12 км на стоянке.

## Модификации

### Серийные
- Т-37А серийный. В процессе серийного выпуска танк подвергался некоторым изменениям, однако официально все выпущенные машины имели одно и то же обозначение. Машины ранних серий можно отличить по плоским надгусеничным полкам без поплавков и отсутствию волноотражательного щитка, у танков поздних серий была упразднена набивка поплавков пробкой. Практически все узлы и агрегаты Т-37А совершенствовались по ходу развития: например, часть танков выпуска 1935 года оснащались алюминиевыми головками цилиндров, что привело к увеличению мощности двигателя на 15—20 процентов; в качестве материала для бандажей опорных и поддерживающих катков стал использоваться отечественный синтетический каучук «неопрен». Серийные Т-37А, в свою очередь, разделялись на два варианта: Т-37А линейный и Т-37А радийный. Как следует из названия, Т-37А радийный оснащался радиостанцией 71-ТК-1 и поручневой антенной на надгусеничных полках. Во избежание повреждений антенны при движении в лесу или кустарнике она имела треугольные защитные ограждения в виде рамок.[21]
- Т-37 химический (БХМ-4). Завод «Компрессор» в 1935 году разработал комплект съёмной химической аппаратуры для танка Т-37А. Это оборудование можно было использовать либо для огнеметания, либо для постановки дымовых завес. Комплект включал в себя резервуар для огнесмеси или дымовой рецептуры объёмом 37 литров, баллон со сжатым воздухом объёмом 3 л, шланги, управляющая пневматика — газовый редуктор, педальный вентильный механизм, контрольные манометры, шланги, брандспойт, дымовые трубы. Масса всего этого оборудования составляла 89 кг. Одной заправки было достаточно для 15 выстрелов на дистанцию до 25 м максимум. Брандспойт установки располагался в правой стороне бронекорпуса танка и обеспечивал углы наведения от −5 до +15° по вертикали и 180° по горизонтали. Всего было изготовлено 75 таких боевых машин (34 в 1935 году и 41 в 1936 году), но уже спустя 2—3 года с них сняли большую часть оборудования и постепенно списывали. На 1 апреля 1941 года в инвентарных документах Красной армии значились 10 Т-37 химических, причём 4 из них находились на складском хранении.[13]
- Т-37РТ. Часть танков последних лет выпуска оснащалась радиостанцией 71-ТК-1 с поручневой антенной, установленной по периметру корпуса. Связь между членами экипажа осуществлялась при помощи танкофона.
- Т-37 и Т-38 с 20-мм пушкой — модернизация вооружения танков. Установлена 20-мм пушка ТНШ-20. Планировалось модернизировать 400 танков. Работы проводились на ремзаводе № 105 в Хабаровске. Согласно отчёту помощника командующего БТ и МВ Дальневосточного Фронта инженер-полковника Рогачёва, к 1 января 1944 года было перевооружено 97 Т-37 и Т-38. За январь 1944 года удалось перевооружить ещё 2 Т-37 и 11 Т-38, за февраль было отгружено 10 Т-38 с новым вооружением. На этом отчёты БТРЗ №105 пропадают из переписки. Опираясь на эти цифры, можно говорить как минимум о 120 танках, хотя итоговое их количество может быть гораздо большим[источник не указан 2438 дней].

### Опытные
- Т-37А дизельный. В 1935 году два танка Т-37А в экспериментальном порядке были оборудованы четырёхцилиндровым дизельным двигателем «Перкинс» мощностью 40,5 л. с. Дизельная силовая установка показала некоторые преимущества перед карбюраторной, но проблемы с закупками таких моторов за рубежом и отсутствие их собственных аналогов привели к окончанию работ в этом направлении.[13]

### Машины на базе Т-37А
- СУ-37 — опытная лёгкая противотанковая самоходно-артиллерийская установка на базе Т-37А, вооружённая 45-мм пушкой 20-К. Несмотря на очень значительное усиление огневой мощи по сравнению с базовым танком и низкий силуэт, благоприятствующий маскировке на местности, машина из-за перетяжелённости, невысокой надёжности, функциональной перегруженности командира и небольшого возимого боекомплекта на вооружение РККА и в серийное производство не принималась.[22]

### Проекты машин на базе Т-37А
В некоторых публикациях упоминаются разработки комплекта оборудования для «телетанка» и машины управления на базе Т-37А. Но серийных телетанков на основе малых плавающих танков не строилось, а их опытные образцы были созданы уже на базе следующей модели, Т-38.

## Использовался
- СССР
- Нацистская Германия — сравнительно небольшое количество трофейных танков[24]
- Финляндия — 29 танков[25]
- Румыния — не менее 19 танков[24]
- Венгрия — некоторое число трофейных танков[24]
- Швеция — 1 танк[24]
- Турция — 1 танк[25]

## Организационно-штатная структура
Танки Т-37А и Т-38 входили в состав различных подразделений РККА, как танковых, так и стрелковых, кавалерийских и воздушно-десантных. В составе танковых частей РККА плавающие танки появились в 1934 году, когда в состав механизированных бригад был включён взвод разведки в составе трёх танков Т-37А. В 1935 году количество танков во взводе увеличилось до пяти, но довольно быстро выяснилось, что плавающие танки плохо подходят для совместных действий с Т-26 и БТ по причине меньшей скорости и проходимости. Как следствие, в 1939 году Т-37А и Т-38 были изъяты из штатов танковых бригад. Однако с началом Советско-финской войны было решено сформировать отдельные батальоны плавающих танков, специально предназначенных для действий в лесисто-озёрной местности Карелии. Каждый такой батальон включал в себя 54 танка. По окончании войны, в марте 1940 года, танковые батальоны плавающих танков были расформированы.
С лета 1940 года в РККА началось массовое формирование механизированных корпусов. По штату плавающие танки в их составе имелись в разведывательных батальонах моторизованных дивизий, включавших танковую роту Т-38 в составе 17 танков. В реальности, по причине незавершённости формирования механизированных корпусов, число плавающих танков в них могло существенно отличаться от штата как в бо́льшую, так и в меньшую сторону. Например, больше плавающих танков, чем положено по штату (причём они входили в состав танковых дивизий), было в 7-м механизированном корпусе. После начала войны началось активное формирование отдельных танковых батальонов, имевших зачастую весьма разнородную матчасть. В состав таких батальонов по причине общей нехватки танков включались и явно устаревшие к тому времени Т-37А и Т-38; например, в сентябре 1941 год а в состав 9-й армии Южного фронта прибыли два танковых батальона, имевших совместно 9 БТ-7, 13 Т-26, 20 Т-38 и 15 Т-37А.
В составе стрелковых подразделений плавающие танки также появились в 1934 году. До 1940 года в стрелковых дивизиях имелись танковые батальоны различных штатов, в состав которых входили и Т-37А, а также танковые роты в составе разведывательных батальонов, полностью укомплектованные плавающими танками. В 1940 году танковые батальоны из штата стрелковых дивизий были исключены, а танковые роты разведывательных батальонов переведены на новый штат (16 плавающих танков, в том числе 4 радийных). Однако далеко не все стрелковые дивизии были укомплектованы согласно штату. В июле 1941 года танки из штата стрелковых дивизий были исключены окончательно.
В воздушно-десантных войсках Т-37А и Т-38 были введены в штат в 1936 году, когда в составе авиадесантной бригады появился мотомеханизированный батальон, который имел, помимо прочей техники, 16 плавающих танков. Весной 1941 года формируются пять воздушно-десантных корпусов, каждый из которых имел по штату отдельный танковый батальон из 50 танков Т-38.
В кавалерийских дивизиях плавающие танки имелись по штату в 1934—1938 годах в составе механизированных полков (по разным штатам до 25 Т-37А и Т-38). В 1938 году плавающие танки из штата кавалерийских дивизий были исключены, однако некоторые кавалерийские подразделения имели их вплоть до 1941 года.

## Эксплуатация и боевое применение
Первые серийные Т-37А начали поступать в армию в начале 1934 года, армейским командованием предполагалось, что малые плавающие танки постепенно заменят в войсках танкетки Т-27. Т-37А вводились как в состав бронетанковых, так и стрелковых и кавалерийских частей. С 1936 года Т-37А также поступили на вооружение воздушно-десантных войск. Довольно быстро их эксплуатация в танковых частях выявила целый ряд недостатков новой машины: Т-37А оказались ненадёжными, обладали невысокой проходимостью, на марше отставали не только от танков БТ, но и даже от Т-26. По этой причине плавающие танки были к 1939 году выведены из штата танковых бригад и остались лишь в составе разведывательных рот стрелковых бригад танковых корпусов. С января 1938 года плавающие танки были исключены из состава кавалерийских, а с мая 1940 года — также и стрелковых частей, оставшись лишь в сравнительно небольших количествах в составе разведывательных подразделений.
Впервые в бою Т-37А были применены в ходе боёв на Халхин-Голе против японских войск в мае — сентябре 1939 года. В составе 11-й танковой бригады 57-го Особого корпуса, дислоцированного в Монголии на начало конфликта, имелось 8 Т-37А, ещё 14 танков этого типа насчитывалось в 82-й стрелковой дивизии, прибывшей в район боевых действий к началу июля. В условиях пустынно-степной местности амфибийные свойства танков были совершенно не востребованы и на протяжении всего конфликта они использовались для поддержки пехоты. По итогам боевых действий танки получили от командования невысокую оценку; в отчётах, составленных после боёв, говорилось: «Танки Т-37 показали себя непригодными для атаки и обороны. Тихоходны, слетают гусеницы, ходить по пескам не могут». Недостаточной была и защищённость Т-37А, за время боевых действий боевые потери составили 17 из 25 задействованных танков, причем 6 из них - безвозвратные.
Т-37А использовались также в ходе польской кампании 1939 года, при этом, несмотря на слабость сопротивления со стороны польских частей, в ходе боёв у города Хелм были потеряны три танка этого типа. В целом по итогам кампании Т-37А получили уже ставшими для них стандартными замечания, в отчёте о действиях танковых войск о них было сказано: «Танки Т-37А в ходе маршей часто выходили из строя, проходимость низкая, отставали даже от пехотных подразделений». Безвозвратные потери составили 4 машины.
Наиболее активно Т-37А применялись в ходе Советско-финской войны 1939—1940 годов. К моменту начала боевых действий в танковых частях Ленинградского военного округа насчитывалось 435 Т-37А и Т-38, что составляло 18,5 % от всего танкового парка округа. Помимо этого, сразу после начала войны были сформированы восемь отдельных танковых батальонов, вооружённых Т-37А и Т-38. Причины их создания точно не известны, но, по предположениям историков, планировалось использовать плавающие танки по их прямому назначению — для форсирования многочисленных водных преград на территории Финляндии. Из-за труднопроходимого характера местности в районе боевых действий, Т-37А использовались в основном для выполнения задач охранения, порой также для поддержки пехоты и разведывательно-дозорной службы. В отдельных случаях плавающие танки использовались достаточно успешно для форсирования водных преград. Если у противника отсутствовали противотанковые средства, то плавающие танки с хорошими результатами «цементировали» стыки в боевых порядках стрелковых частей. Несмотря на сравнительно успешное применение в ходе войны, Т-37А вновь продемонстрировали всё те же свои недостатки — невысокую надёжность и проходимость, недостаточные бронирование и вооружение. Общие же безвозвратные потери в ходе войны составили 94 Т-37А и Т-38. Однако согласно отчету о проведенной инвентаризации БТТ КА, подписанному Тимошенко 7 мая 1940 года, в войсках не досчитались 211 Т-37.
| Модель          | Категория | ЛВО | ПОВО | ЗОВО   | КОВО   | ОдВО  | ЗакВО | САВО | ЗабВО  | ДВФ   | АрхВО | МВО  | ПриВО | ОрВО | ХВО   | СКВО | УрВО | СибВО | Рембазы | Склады | Всего |
| Т-37 линейный   | 1         |     |      |        | 8      |       |       |      | 55     | 21    |       |      |       |      |       |      |      | 10    |         |        | 94    |
| Т-37 линейный   | 2         | 70  | 33   | 73     | 220    | 38    | 31    | 2    | 181    | 121   | 16    | 52   | 81    | 26   | 21    | 28   | 34   | 82    |         |        | 1109  |
| Т-37 линейный   | 3         | 32  | 15   | 81     | 65     | 52    | 15    | 1    | 6      | 23    |       | 24   | 5     | 26   | 6     | 1    | 3    |       |         | 5      | 360   |
| Т-37 линейный   | 4         | 9   | 9    | 51/16  | 112/83 | 59/4  | 3     |      | 21/21  | 22/9  |       | 6/4  |       | 9/9  | 12/10 | 3/3  | 1/1  | 7/7   | 43      | 3      | 370   |
| Т-37 линейный   | Всего     | 111 | 57   | 205/16 | 405/83 | 149/4 | 49    | 3    | 263/21 | 187/9 | 16    | 82/4 | 86    | 61/9 | 39/10 | 32/3 | 38/1 | 99/7  | 43      | 8      | 1933  |
| Т-37 радио      | 1         |     |      |        | 4      |       |       |      |        | 5     | 9     |      |       |      |       |      |      |       |         |        | 18    |
| Т-37 радио      | 2         | 6   | 3    | 10     | 53     | 5     | 3     |      | 44     | 84    |       | 2    | 7     | 4    | 1     | 7    | 14   | 10    |         |        | 253   |
| Т-37 радио      | 3         | 1   | 1    | 7      | 13     | 12    |       |      |        | 7     |       | 8    |       | 7    | 2     | 5    |      |       |         | 2      | 65    |
| Т-37 радио      | 4         |     |      | 11/3   | 17/13  | 11    |       |      |        | 3     |       |      |       | 1    |       |      | 1/1  |       | 3       | 5      | 52    |
| Т-37 радио      | Всего     | 7   | 4    | 28/19  | 87/13  | 28    | 3     |      | 44     | 99    | 9     | 10   | 7     | 12   | 3     | 12   | 15/1 | 10    | 3       | 7      | 388   |
| Т-37 химический | 2         |     |      |        |        |       |       |      | 3      | 2     |       |      | 4     |      |       |      |      |       |         |        | 9     |
| Т-37 химический | 3         |     |      |        |        |       |       |      |        |       |       | 1    |       |      |       |      |      |       |         |        | 1     |
| Т-37 химический | Всего     |     |      |        |        |       |       |      | 3      | 2     |       | 1    | 4     |      |       |      |      |       |         |        | 10    |
| Итого           | Итого     | 118 | 61   | 233/19 | 492/96 | 177/4 | 52    | 3    | 310/21 | 288/9 | 25    | 93/4 | 97    | 73   | 42/10 | 44/3 | 53/2 | 109/7 | 46      | 15     | 2331  |
| --------------- | --------- | --- | ---- | ------ | ------ | ----- | ----- | ---- | ------ | ----- | ----- | ---- | ----- | ---- | ----- | ---- | ---- | ----- | ------- | ------ | ----- |

К 1 июня 1941 года, накануне Великой Отечественной войны, в РККА имелось 1933 линейных, 388 радийных и 10 химических танков Т-37А. Из этого числа 112 танков, согласно отчётности, находились в 1-й категории ремонта (новые, неиспользованные и пригодные к эксплуатации машины), 1364 танка находились во 2-й категории (бывшие в эксплуатации исправные машины), в 3-й (требующие среднего ремонта в окружных мастерских) и 4-й (требующие капитального заводского ремонта или ремонта в центральных мастерских) категориях находились, соответственно, 423 и 415 машин. Таким образом, 36 % от всего числа Т-37А требовали серьёзного ремонта. Оставшиеся машины были также в своём подавляющем большинстве сильно изношены, от 40 до 60 % их требовали текущего войскового ремонта и их моторесурс во многих случаях не превышал 20—40 часов. Кроме того имелось 8 танков, как 5-й категории, так и использовавшихся для опытов и испытаний. Так же неизвестна судьба 65 ХТ-37.
Значительная часть Т-37А была потеряна в первые же недели войны в ходе отступления Красной армии, а в дальнейшем из-за огромных потерь бронетанкового парка Т-37А (как и другие плавающие танки) использовались для поддержки пехоты в роли обычных сухопутных машин. Логичным следствием такого их применения стали высокие потери малоподвижных, слабо защищённых и слабо вооружённых танков. Как результат к весне 1942 года во фронтовых частях осталось крайне мало Т-37А и их использование носило эпизодический характер. Сравнительно долго эксплуатировались Т-37А лишь на Карельском и Ленинградском фронтах, где интенсивность боевых действий была ниже и имелась возможность ремонта танков на ленинградских заводах. Из-за крайне низкой к тому времени боевой ценности Т-37А использовались для второстепенных задач — разведки, охранения и связной службы. Тем не менее, в двух эпизодах плавающие танки были использованы по прямому назначению для форсирования водных преград.
В августе 1942 года для участия в готовившемся форсировании Невы был создан отдельный батальон лёгких танков, насчитывавший 29 Т-37А и Т-38. Все наличные танки батальона были сильно изношены, а личный состав был собран в спешке и не прошёл почти никакой подготовки. Несмотря на это, в ходе начавшейся 26 сентября операции по форсированию Невы, плавающим танкам удалось, несмотря на тяжёлые потери, переправиться через реку и занять небольшой плацдарм на вражеском берегу, однако ввиду неудачного в целом хода операции плацдарм был эвакуирован, а все задействованные плавающие танки, за исключением шести вышедших из строя по техническим причинам, были потеряны.
В 1944 году было решено использовать исправные машины Карельского и Ленинградского фронтов в операции по захвату плацдарма на реке Свирь. Операция была хорошо подготовлена, совместно с 92-м танковым полком, имевшим 40 танков Т-37А и Т-38, действовал 275-й отдельный моторизованный батальон особого назначения, имевший 100 автомобилей-амфибий Ford GPA, полученных по ленд-лизу и использовавшихся для переброски пехоты. Утром 21 июля 1944 года, не дожидаясь конца мощной артподготовки, продолжавшейся 3 часа 20 минут, танки и автомобили вошли в воду и, ведя огонь с ходу, устремились на противоположный берег. К моменту выхода машин на вражескую сторону артподготовка была завершена, но на берег вышли три тяжёлых самоходно-артиллерийских полка (63 САУ ИСУ-152), которые открыли огонь прямой наводкой по активизирующимся огневым точкам противника. Танки в сопровождении сапёров и автоматчиков с автомобилей успешно преодолели три линии траншей и проволочные заграждения, затем завязав бой в глубине обороны противника. Отличная организация операции привела к её быстрому успеху при минимальных потерях — был захвачен плацдарм шириной по фронту в 4 км, при этом было потеряно лишь 5 танков. Данный эпизод стал последним известным случаем боевого применения советских плавающих танков.
В учебных частях танки Т-37А некоторое время продолжали использовать и после конца войны. Так, на 28 мая 1946 года на балансе ГБТУ числилось 449 танков Т-37-38, которые предлагалось списать. 137 исправных танков Т-37А и Т-38 после демилитаризации путём снятия башни были переданы Министерствам энергетики и лесной промышленности, а остальные были утилизированы как металлолом, за исключением двигателей, пошедших на запчасти к ГАЗ-АА.

## Т-37А за рубежом
В 1934 году вместе с партией лёгких танков Т-26 в Турцию был продан один плавающий танк Т-37А. Советская сторона надеялась на возможную покупку партии малых танков, но по результатам проведённых турецкими военными испытаний было решено Т-37А не приобретать.
Советские плавающие танки довольно активно использовались финской армией. В ходе Зимней войны трофеями финнов стали 29 штук Т-37А и 13 штук Т-38, которые были восстановлены и включены в состав бронетанковых сил. Один захваченный танк Т-37А был передан шведским добровольцам, участвовавшим в войне на финской стороне, после заключения мира он был вывезен ими в Швецию, где и находится вплоть до настоящего времени. В 1941 году финским войскам удалось захватить ещё 6 танков Т-38. К лету 1943 года все Т-37А были списаны вследствие сильного износа.
Небольшое количество трофейных Т-37А эпизодически использовалось немецкой, венгерской и румынской армиями, о чём свидетельствуют немногочисленные фотографии таких танков с соответствующей символикой. На 1 ноября 1942 года в румынской армии числилось 19 единиц Т-37А, три Т-38 и один Т-40. В вермахте Т-37А применялись для целей охраны разного рода объектов в тылу, но иногда внештатно находились в разведывательных батальонах пехотных дивизий.

## Оценка машины
Малый плавающий танк Т-37А трудно назвать удачной машиной. Разработанный на основе подражания зарубежному прототипу, он испытал на себе в полной мере неопытность конструкторских кадров и неразвитость промышленности СССР того времени. Однако боеспособность Т-37А трудно определить однозначно: для советских танков второй половины 1930-х годов он являлся одной из наименее боеспособных машин, что было продемонстрировано теми войнами и конфликтами, в которых ему довелось принять участие. Но при этом необходимо учитывать, что лёгкие пулемётные танки создавались во многих странах в конце 1920-х — начале 1930-х годов, когда ещё не произошло массовое насыщение войск противотанковыми средствами. В тот период они вполне соответствовали требованиям времени и успешно использовались для борьбы со всякого рода повстанческими движениями как внутри метрополий, так и в колониях. В таких условиях, когда у противостоящих им вооружённых формирований не было противотанковых средств, тяжёлые бронирование и вооружение оказывались ненужными, а небольшая масса благоприятствовала дешевизне производства и простоте переброски в удалённые районы. Но Т-37А, принятый на вооружение в 1932 году, а реально поступивший в РККА в 1934-м, к такому применению уже опоздал — для борьбы с басмачами в Средней Азии в начале 1930-х годов успешно использовались танкетки Т-27, а к середине 1930-х вероятными противниками стали уже хорошо развитые в военном плане государства. При столкновении даже с себе подобными в условиях такого конфликта малые танки с пулемётным вооружением сразу же оказывались бесполезными. Их ценность для поддержки пехоты исчезла вместе с появлением в больших количествах у вероятных противников лёгких противотанковых пушек, таких, как 37-мм орудия «Бофорс» или «Рейнметалл». Даже огневые средства предыдущего этапа эволюции противотанковых вооружений — противотанковые ружья и крупнокалиберные пулемёты — позволяли успешно бороться с Т-37А практически на любой дистанции с любого ракурса. Это сделало Т-37А в одно мгновение устаревшим, пригодным к ограниченному кругу задач, таких, как разведка или десантные операции, но и для специализированной для них боевой машины настоятельно требовалось усиление боевых характеристик.
Ситуация усугублялась тем, что Т-37А не был надёжным и в плане эксплуатации: низкий технический уровень производителя вместе с неопытностью танкистов приводил к самым разнообразным отказам на практике, а ряд откровенно неудачных технических решений и вовсе ставил под сомнение ценность Т-37А. Но с другой стороны, всё это было «жизненной школой» конструкторских и армейских кадров, без которой они не смогли бы получить опыт, нужный для дальнейшей вполне успешной деятельности. Применительно к Т-37А это вылилось в техническое усовершенствование завода № 37 и его смежников, повышение квалификации его кадров, что позволило уже собственными силами, не оглядываясь на зарубежные машины, провести модернизацию танка, результатом которой стало создание Т-38. Стоявший во главе этой работы Н. А. Астров так охарактеризовал проделанную работу:

Нам пришлось срочно переконструировать эту танкетку, чтобы освободить её и от других недостатков. Зачем? В то время свято верили, что малый, именовавшийся разведывательным, танк со слабым вооружением (один пулемёт калибра 7,62 мм), с противопульным бронированием (зато плавающий!) — совершенно необходимый, важный вид бронетанкового вооружения Красной Армии.
Модернизированный танк с индексом Т-38 получил вместо дифференциального механизма поворота бортовые фрикционные с ленточными тормозами в корпусе, иной привод гребного винта, позволявший включать его без остановки. Перекомпоновав машину, сократили её высоту, увеличили опорную базу и понизили центр тяжести. Благодаря этому уменьшилось галопирование танка, возросла эффективность стрельбы с хода. Повышение боевых свойств оказалось довольно заметным…

В своих мемуарах Н. А. Астров даёт оценку и другим техническим недостаткам Т-37А:

…Вдобавок, конструкция Т-37А страдала двумя серьёзными недостатками. Тормоза механизмов поворота, расположенные вне корпуса и на плаву погружавшиеся в воду, намокали — в результате танк на время становился неуправляем. Да и при сухих тормозах из-за их крайне неудачной конструкции управляемость (степень торможения и радиус поворота) далеко не всегда зависела от намерений механика-водителя и условий движения. Порой надо было слегка подправить направление, а тормоз прихватывал намертво — танк делал неожиданно резкий поворот…
…Такая схема пришла к нам вместе с конструкцией всего танка — от английской фирмы «Виккерс». Это, кстати, лишний пример некритического, подражательного отношения к зарубежному опыту, в ту пору широко бытовавшего в нашем танкостроении…
…Кроме уже отмеченных, Т-37А имел ещё один крайне серьёзный недостаток. Когда мы стали получать с ГАЗа задние мосты грузовиков, начались поломки их дифференциалов — странные, непредсказуемые. Одни проходили гарантийный срок безотказно, другие ломались, не выдержав первого опробования…
…Теперь, по прошествии многих лет, полагаю, что коэффициенты трения стальных шестерен полуосей по чугунным корпусам дифференциалов могли существенно различаться из-за нестабильности химического состава металлов. А эту-то характеристику пары «чугун-сталь», от которой в первую очередь зависит распределение крутящего момента по полуосям, мы в то время не изучили…

Самому конструктору недостаток тормозной системы Т-37А едва не стоил жизни, когда из-за прихватывания тормозов намертво танк, ведомый Н. А. Астровым, свалился в кювет, опрокинулся на крышу, потом встал на свой борт и загорелся. Конструктору удалось с большим трудом вылезти из горящей машины, которая затем взорвалась.
Среди серийных образцов зарубежной техники начала и середины 1930-х годов Т-37А практически не имеет аналогов по причине отсутствия в тот период в других странах плавающих танков. За рубежом работы в этом направлении начались позднее и ограничились созданием опытных образцов (см. раздел «Оценка машины» в статье Т-38).
Т-37А схож по его основным характеристикам с довольно многочисленными неплавающими лёгкими танками близкой массы. По вооружению Т-37А равноценен пулемётным танкеткам (подавляющее большинство которых также имели прототипом опытный образец фирмы «Карден-Лойд»), но, в отличие от некоторых из них (например, польской TKS), не перевооружался на малокалиберные пушки. Таким образом, Т-37А не мог бороться с любой бронетехникой противника, тогда как даже пушечные танкетки не имели проблем в его поражении. Плюсом Т-37А по сравнению с танкетками был лишь круговой сектор обстрела пулемёта в башне. Немецкий лёгкий танк PzKpfw I при некоторых общих чертах с Т-37А (противопульное бронирование и лёгкое пулемётное вооружение) имел несколько более солидную защиту (лоб 13 мм) и вооружение (два 7,92-мм пулемёта MG-34 против одного ДТ), но по массе превосходил Т-37А более чем в полтора раза. Очень близок к Т-37А японский лёгкий танк Тип 94, отличавшийся несколько лучшим, по сравнению с советским танком, лобовым бронированием. Более тяжёлый (4,75 т) танк Те-Ке был вооружён 37-мм пушкой, что давало японскому танку неоспоримые преимущества. Также довольно близок к Т-37А чехословацкий AH-IV, отличавшийся наличием второго пулемёта и лучшими динамическими характеристиками. Французский AMR 33 по вооружению и бронированию почти не отличался от советского танка, несмотря на существенно большую массу (5 т). Более мощный AMR 35, некоторые из вариантов которого имели крупнокалиберный пулемёт или 25-мм пушку, вдвое превосходил по массе Т-37А. То же самое можно сказать и в отношении итальянского L6/40. К моменту начала Второй мировой войны все вышеперечисленные танки являлись безусловно устаревшими.
С другой стороны, Т-37А вместе с более поздним Т-38 впервые в истории советских вооружённых сил позволили проверить на опыте идею качественного усиления боевой мощи воздушных и водных десантов. Легко вооружённые вследствие специфики применения десантные войска при захвате и удержании позиций всегда нуждались в мобильных бронированных средствах огневой поддержки, а Т-37А и Т-38, несмотря на все их недостатки, были первыми машинами, которые можно было вполне успешно использовать в этой роли, так как они могли плавать и были аэротранспортабельными для доступного в то время самолёта-перевозчика ТБ-3. Дальнейшее развитие концепции плавающего танка привело к созданию танка Т-40, во многом лишённого недостатков предшественников. Форсирование реки Свирь в 1944 году с использованием специально собранных для этой операции уцелевших плавающих танков (включая Т-37А) стало успешной проверкой этой идеи. Боевой опыт показал, что без возможности использования более тяжёлых неплавающих боевых машин, слабозащищённый и легковооружённый танк оказался всё же лучше, чем отсутствие танков вообще. Но ситуация в целом оказалась такой, что неблагоприятный ход войны не позволил советским плавающим танкам продемонстрировать свои сильные стороны, и форсирование Свири в 1944 году осталось единственным примером их успешного применения в своей основной роли.

## Сохранившиеся экземпляры
К настоящему времени сохранилось только пять танков Т-37А:
- Россия — Бронетанковый музей в Кубинке. Машина не полностью комплектна (отсутствуют поплавки), но в хорошем состоянии и на ходу (восстановлена в 2005 году группой энтузиастов)[37].
- Россия — Музей отечественной военной истории в Падиково. Машина полностью восстановлена, на ходу[38].
- Россия — Один восстановленный танк находится в частной коллекции под Екатеринбургом. Видео можно посмотреть в разделе «Видео».
- Россия — Несколько отреставрированных Т-37А и Т-38 (возможно, на ходу) находятся в Музее техники Вадима Задорожного.
- Швеция — Музей военной техники Арсенал[швед.] вблизи Стренгнеса, радиофицированный Т-37РТ. Данная машина была захвачена финскими войсками во время Зимней войны и передана шведским добровольцам, участвовавшим в боевых действиях на стороне финнов. Танк некоторое время использовался как учебный в пехотной школе вблизи Стокгольма. Современное состояние экспоната хорошее.

Имеются сведения о существовании ещё одного экземпляра Т-37А, доставленного в конце 1980-х годов из посёлка Алакуртти в Мурманской области, который в военные годы относился к Карело-Финской ССР, в Киев. Судьба этого танка неизвестна, в музее Великой Отечественной войны в Киеве экспонируется муляж Т-37А под табличкой «Т-38».

## Т-37А в массовой культуре
В компьютерно-игровой и сувенирной индустрии Т-37А представлен довольно слабо — данный танк фигурирует в небольшом числе программных продуктов и не имеет разнообразия его сборных моделей.
Сборные пластиковые модели-копии Т-37А в масштабе 1:35 выпускаются российской фирмами «Макет» и «Восточный экспресс», причём как в оригинальном, так и трофейном немецком вариантах. Ранее модели танка выпускались также фирмой «AER Moldova». При этом все эти модели изготовлены по одним и тем же пресс-формам и в целом имеют невысокое качество. Чертежи для самостоятельной постройки модели Т-37А публиковались в журнале «Моделист-конструктор». С 2013 года компания HobbyBoss выпускает модели нескольких модификаций Т-37А, в том числе командную.
Так же машина является героем рассказа Сергея Алексеева
"Отдельный танковый батальон", основанном на реальных событиях.

## Видео
- Фильм «„Маленькие купальщики“ великой армии» из цикла «…И танки наши быстры!» на сайте rutube.ru
- Видео восстановленного в настоящее время танка и его испытания